# Língua inuinactune
Inuinactune, ou inuinnaqtun, é uma língua inuíte do Canadá, falada no território de Nunavut.